# Pierre de Coubertin-medaille
De Pierre de Coubertinmedaille (ook bekend als de Coubertinmedaille) is een speciale medaille die door het Internationaal Olympisch Comité wordt uitgereikt aan sporters die een uitzonderlijke mate van sportiviteit tonen tijdens een Olympische Spelen. De medaille is genoemd naar Pierre de Coubertin, de oprichter van de moderne Olympische Spelen. De medaille is in 1997 in het leven geroepen.
De Pierre de Coubertinmedaille kan worden gezien als een grotere eer dan een gouden medaille, vanwege de bijzonderheid.

## Winnaars van de Pierre de Coubertin-medaille
| Sporter           | Gelegenheid                                         | Datum                    | Plaats                           |
| ----------------- | --------------------------------------------------- | ------------------------ | -------------------------------- |
| Lutz Long         | Olympische Zomerspelen 1936                         | 1964 (postuum toegekend) | Berlijn, Duitsland               |
| Emil Zátopek      | Olympische Zomerspelen 1952                         | 2000 (postuum toegekend) | Helsinki, Finland                |
| Eugenio Monti     | Olympische Winterspelen 1964                        | 1964                     | Innsbruck, Oostenrijk            |
| Karl Heinz Klee   | Olympische Winterspelen 1976                        | Februari 1977            | Innsbruck, Oostenrijk            |
| Franz Jonas       |                                                     | Juli 1969                |                                  |
| Lawrence Lemieux  | Olympische Zomerspelen 1988                         | September 1988           | Seoel                            |
| Raymond Gafner    |                                                     | 1999                     |                                  |
| Tana Umaga        | Internationale rugbywedstrijd in 2003               | Juni 2003                | Cardiff, Wales                   |
| Spencer Eccles    | Olympische Winterspelen 2002                        | Februari 2002            | Salt Lake City, Verenigde Staten |
| Martin Franken    | Verdiensten voor Olympische Beweging en schoolsport | 16 november 2006         | Lausanne, Zwitserland            |
| Vanderlei de Lima | Olympische Zomerspelen 2004                         | 29 augustus 2004         | Athene, Griekenland              |

- De Italiaan Eugenio Monti kreeg als eerste de medaille vanwege zijn sportieve gedrag tijdens de Olympische Winterspelen 1964. Bij het onderdeel tweemansbob kreeg Monzi te horen dat van de bobslee van het Britse team een bout was afgebroken. Hij aarzelde niet en leende hen een bout van zijn eigen bob. Het Britse team, dat anders zou zijn gediskwalificeerd, won uiteindelijk goud en de Italianen werden derde. Op een kritische vraag van de Italiaanse pers antwoordde hij dat "Nash (de Britse piloot) niet had gewonnen omdat ik hem een bout gaf. Hij won omdat hij de snelste was." Daarnaast deed hij nog een sportieve daad tijdens de viermansbob. Hij voorkwam de diskwalificatie van het Canadese team door zijn eigen mecaniciens te laten helpen bij het repareren van de Canadese bob. Die bob won uiteindelijk de gouden medaille.[1]
- De Duitser Lutz Long kreeg de medaille postuum uitgereikt voor zijn actie tijdens de Spelen van 1936. Nadat zijn donker gekleurde concurrent Jesse Owens bij de kwalificaties van het verspringen twee maal had fout gesprongen liep Long op hem af en stelde zichzelf voor. Long, met zijn typisch arisch uiterlijk, gaf Owens aanwijzingen waarmee hij zijn derde en laatste sprong goed kon springen. Dit lukte en Owens kwalificeerde zich voor de finale. Owens zou uiteindelijk het goud winnen, Long werd tweede en de eerste om de winnaar te feliciteren. Owens zei later het volgende hierover: It took a lot of courage for him to befriend me in front of Hitler. You can melt down all the medals and cups I have and they wouldn't be a plating on the 24-karat friendship I felt for Luz Long at that moment. Hitler must have gone crazy watching us embrace. The sad part of the story is I never saw Long again. He was killed in World War II. (Er was veel moed voor nodig om vriendschap met mij te sluiten voor de ogen van Hitler. Al mijn medailles bekers vallen in het niet bij de 24-karaats vriendschap die ik op dat moment voor Lutz voelde. Hitler moet gek geworden zijn bij het zien van onze omhelzing. Het treurige van het verhaal is dat ik Long sindsdien nooit meer heb gezien. Hij kwam om tijdens de Tweede Wereldoorlog.)[2]

- De Nieuw-Zeelander Tana Umaga was de eerste niet-olympische sporter die de medaille kreeg. Tijdens een interland tegen Wales op 21 juni 2003, raakte de Welshe aanvoerder Colin Charvis bewusteloos na een tackle. Terwijl het spel met een Nieuw-Zeelandse aanval verderging, ging hij eerste hulp verlenen door te controleren of Charvis zijn mondbeschermer niet had ingeslikt en door hem in een stabiele zijpositie te leggen.[3]
- De Braziliaan Vanderlei de Lima kreeg naar aanleiding van de Spelen van 2004 de medaille. Hij lag tijdens de olympische marathon op kop toen hij na zo'n 35 km door een dronken toeschouwer in het publiek werd geduwd en 15-20 seconden werd vastgehouden. Op het moment van het incident lag hij 48 seconden voor, maar uiteindelijk eindigde hij op de derde plaats.[4]